# 2013 в Україні
2013 в Україні — це перелік головних подій, що відбулись у 2013 році в Україні. Також подано список відомих осіб, що померли в 2013 році. Крім того, зібрано список пам'ятних дат та ювілеїв 2013 року. З часом буде додано відомих українців, що народилися в 2013 році.

## Події
- січень, б/д — зламано поштові акаунти журналістів М. Найєма, С. Лещенка, політиків Є. Тимошенко (її зламували й раніше — 31.07.2012[1]), Г. Немирі, С. Власенка[2]
- 1 січня — Україна почала головувати в Організації з безпеки й співробітництва в Європі (ОБСЄ) та в Організації чорноморського економічного співробітництва (ОЧЕС)[3]
- 24 січня — у Давосі підписана угода між компаніями Shell і Надра Юзівська про розподіл продукції від видобутку сланцевого газу на Юзівській ділянці в Харківській і Донецькій областях[4]
- 29 січня — колишній начальник головного управління кримінального розшуку МВС Олексій Пукач за вбивство Георгія Гонгадзе засуджений до довічного ув'язнення
- 1 лютого — Дмитро Фірташ став власником медіа-холдинга Валерія Хорошковського Inter media group limited з телеканалами Інтер, НТН, К1, МЕГА, Ентер-фільм, К2, Піксель та MTV, за 2,5 млрд доларів[5]
- 8 лютого — Вищий адміністративний суд України скасував депутатські повноваження Павла Балоги та Олександра Домбровського[6].
- 6 березня — президент України Віктор Янукович відвідав місто Черкаси та Канів. У Шевченківському національному заповіднику було вручено Національні премії України імені Тараса Шевченка за 2013 рік лауреатам.[7]
- 13 березня — жіноча збірна України з шахів здобула перемогу на командному чемпіонаті світу в Астані[8]
- 7 квітня — Президент України Віктор Янукович підписав указ про помилування екс-міністра внутрішніх справ Юрія Луценка та екс-міністра охорони навколишнього середовища Георгія Філіпчука
- 14 серпня — Європейська футбольна асоціація дискваліфікувала клуб «Металіст» (Харків) на сезон 2013/2014 року у Лізі Чемпіонів[9] за договірний матч у чемпіонаті України 2008 року
- 1 жовтня — в Україні стартував останній призов громадян на строкову військову службу[10]
- 5 листопада — Україна і Chevron підписали угоду про розподіл вуглеводнів, видобутих на Олеській ділянці[11]
- 24 листопада — у Києві відбувся стотисячний Євромайдан проти рішення уряду зупинити інтеграцію з ЄС[12]
- 27 листопада — Україна підписала угоду про розділ продукції з італійською нафтогазовою компанією Eni і французькою Electricite de France з видобутку вуглеводнів на шельфі Чорного моря[13]
- Ніч на 30 листопада — Силовий розгін Євромайдану в Києві
- 8 грудня — Києвом пройшов Марш мільйонів — друге народне віче Євромайдану; на Бессарабці знесли пам'ятник Леніну.
- 15 грудня — повторні вибори народних депутатів України в 5 в одномандатних виборчих округах.

## Померли
- 11 січня — на 102-му році життя помер Ростислав Бабійчук, міністр культури УРСР у 1956—1971 роках
- 13 січня — Михайло Горинь, радянський дисидент, український політичний діяч, народний депутат України 1-го скликання
- 19 січня — Михайло Зеленчук, голова Братства ОУН-УПА
- 12 лютого — Геннадій Йосипович Удовенко, український дипломат і політик
- 15 лютого — Іван Казанець, голова Ради міністрів УРСР (1963—1965), міністр чорної металургії СРСР (1965—1985)
- 22 лютого — Микола Сингаївський, український поет
- 13 травня — український поет, журналіст, громадський діяч Григорій Баран (нар. 1930)
- 18 червня — Юрій Ячейкін, український письменник
- 24 червня — загинув провідний український ралійний автогонщик Вадим Нестерчук, від зневоднення у пустелі в Об'єднаних Арабських Еміратах
- 30 листопада — Леся Ґонґадзе, лікар, мати українського журналіста Георгія Ґонґадзе
- 3 грудня — український філософ, релігієзнавець, педагог Арсен Гудима (нар. 1934)

## Засновані, створені
- 21 червня — на черговій сесії ЮНЕСКО було прийнято рішення про включення дерев'яних церков карпатського регіону Польщі і України до Світової спадщини
- 18 серпня — у Києві освятили головний храм Української греко-католицької церкви Патріарший собор Воскресіння Христового
- 5 грудня — Петриківський розпис включений до списку нематеріальної культурної спадщини ЮНЕСКО[14]
- Церква Всіх святих українського народу (Хмельницький)
- Жовтокручанська Балка

## Зникли, скасовані
- 31 грудня розформована 11-та окрема артилерійська бригада.

## Видання
- 2 січня — президент України Віктор Янукович підписав указ про видання Великої української енциклопедії протягом 2013—2020 років[15]
- 12 червня засновано незалежний громадсько-політичний тижневик «Наш день».

## Шевченківська премія
- письменник Леонід Горлач (Коваленко) — за книжку поезій «Знак розбитого ярма»
- режисер-постановник Дмитро Богомазов — за вистави «Гамлет» Вільяма Шекспіра Одеського академічного українського музично-драматичного театру ім. В. Василька; «Гості прийдуть опівночі» А. Міллера Київського академічного театру драми і комедії на лівому березі Дніпра; «Щуролов» за О. Гріном Київського театру «Вільна сцена»
- художник Петро Печорний — за серію декоративних тарелів за мотивами творів Тараса Шевченка